# Мордовия Арена

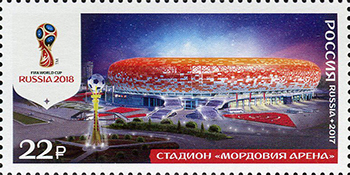
Почтовая марка России, 2017 год

«Мордо́вия Аре́на» — футбольный стадион в Саранске. Автор проекта — ФГУП «Спорт-Ин».
Строительство стадиона началось в 2010 году. Официально объект введён в эксплуатацию 9 апреля 2018 года.
На стадионе прошли четыре матча группового этапа чемпионата мира по футболу 2018.

## Строительство

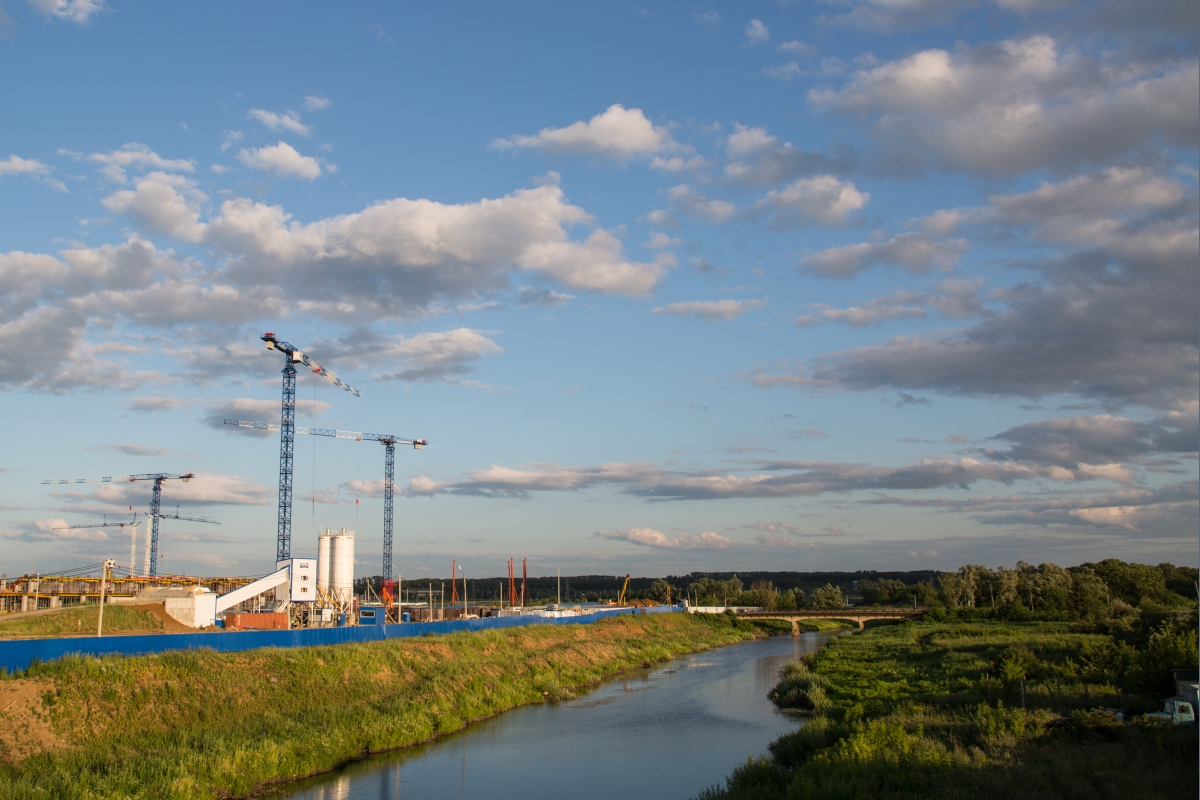
Строительная площадка

В 2010 году была проведена очистка территории для строительной площадки в районе Волгоградской улицы в пойме реки Инсар. Решение о возведении стадиона в Саранске было принято ещё до того, как стало известно, что в России пройдёт Чемпионат мира по футболу. Изначально планировалось закончить строительство стадиона в 2012 году, открытие планировалось приурочить к двум событиям: 1000-летию единения мордовского народа с народами Российского государства и проведению Всероссийской спартакиады 2012 года. План был пересмотрен из-за того, что по требованиям ФИФА вместимость стадиона должна быть не менее 45 000 человек, а не 28 000, как планировалось заранее. Открытие стадиона было отложено на 2017 год. Планировалось, что затраты на возведение стадиона «Мордовия Арена» составят 16,5 миллиарда рублей, застройщиком назначили компанию «Спорт-Инжиниринг». По состоянию на май 2017 года на арене полностью завершён монтаж внешних кровельных консолей. Было объявлено о начале монтажа покрытия кровли арены, в июле засеяли газон. 2 ноября 2017 года прошла первая стрижка газона. В конце 2017 года стадион в Саранске принял свои проектные очертания. На завершённых металлоконструкциях скелета арены появились отделочные панели, которые составляют основу облика сооружения. Вокруг стадиона начали благоустраивать территорию, производить отделку внутренних помещений и установку лифтов.

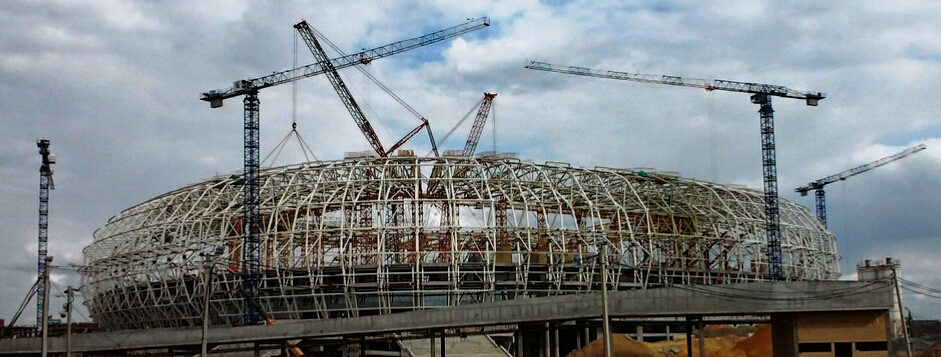
Май 2017 года

Строительство стадиона позволило решить ряд колоссальных градостроительных задач для провинциального города: был сформирован парк, обустроена набережная реки Инсар, соединены жилой район с центром города. Образована зона для отдыха, праздничных и развлекательных мероприятий.
Решением правительства РФ генеральным подрядчиком по строительству стадиона была утверждена компания «ПСО Казань». Ранее организация возводила многие объекты летней Универсиады 2013: в частности, футбольный 45-тысячник «Казань Арена».

## Характеристики стадиона
Стадион спроектирован специально к чемпионату мира по футболу 2018. Вместимость — 44 149 зрительских мест. В основу внешнего вида стадиона легло солнце — главный символ древних мифов и легенд мордовского народа.
Прямоугольник сооружения плавно закруглён и напоминает замкнутую кольцом трубу. Поле и трибуны скрыты за внешним скелетом из металлоконструкций, которые вырастают из бетонного основания трибуны и переходят над ней в навес. Конструкция наклонена внутрь чаши арены, создавая эффект «воздушности». Уникальность стадиона — в его небольших размерах. Внешний вид сооружения оформлен ярким солнечным цветом.

## Матчи

### Футбол
Первые тестовые футбольные матчи

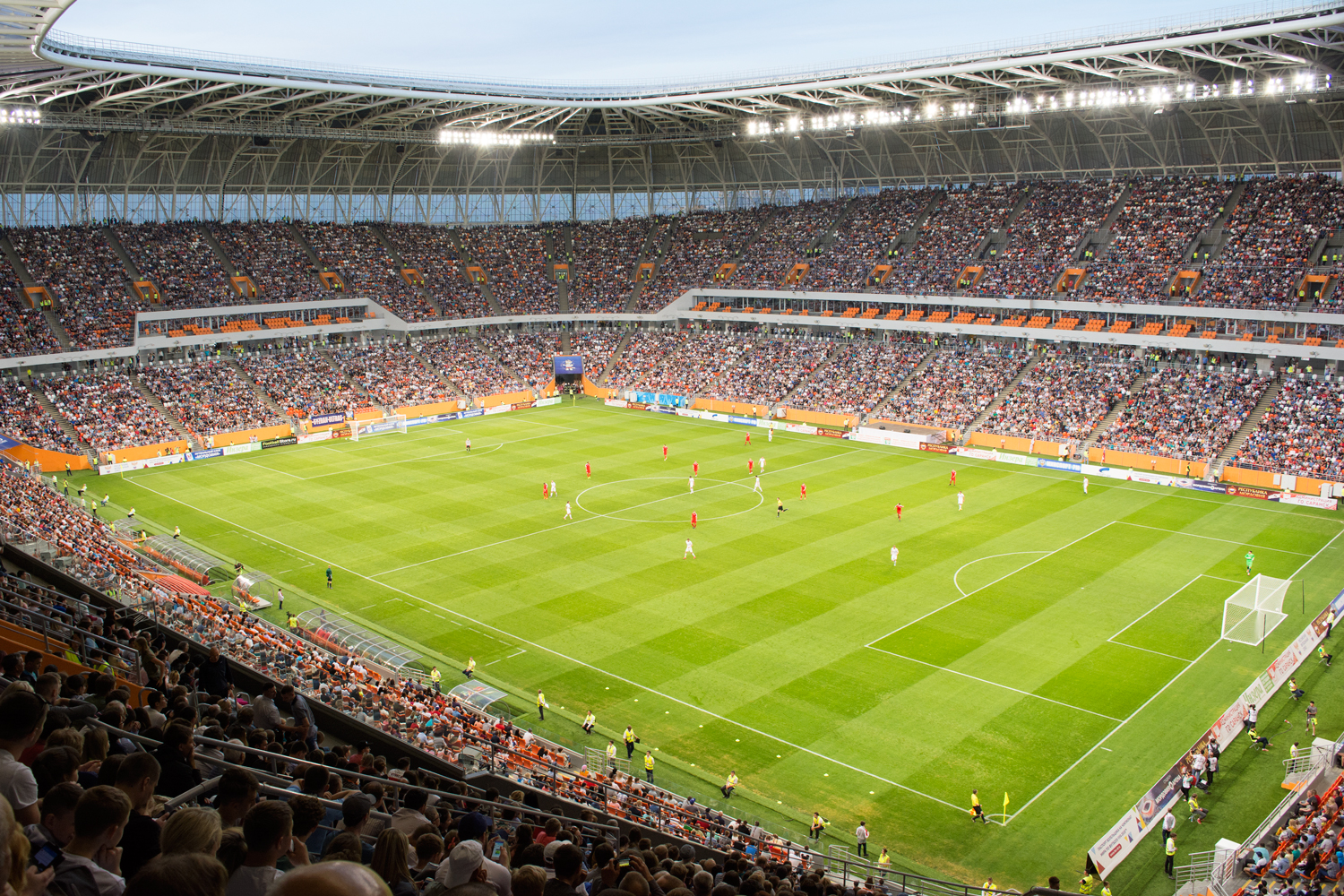
Третий тестовый матч на стадионе, ставший рекордным по посещаемости в ПФЛ

Первый матч на стадионе состоялся 21 апреля 2018 года, когда «Мордовия» в матче первенства ПФЛ сыграла с клубом «Зенит-Ижевск» (0:0). Плановая загрузка составила 10 тысяч человек. В следующих матчах дважды обновлялся рекорд посещаемости ПФЛ. 4 мая на матче с «КАМАЗом» (0:1) присутствовали 22 834 зрителя, а 16 мая на матче с ФК «Сызрань-2003» (1:0) — 41 057 зрителей.
Матчи чемпионата мира по футболу 2018 года
Саранск принял 4 матча группового этапа Чемпионата мира по футболу 2018 года. Команды стали известны на жеребьёвке, состоявшейся 1 декабря 2017 года. Время проведения матчей — московское (UTC+3).
| Дата и время начала (UTC+3) | Команда 1 | Счёт | Команда 2  | Этап     | Зрителей |
| --------------------------- | --------- | ---- | ---------- | -------- | -------- |
| 16 июня, 19:00              | Перу      | 0:1  | Дания      | Группа C | 40 502   |
| 19 июня, 15:00              | Колумбия  | 1:2  | Япония     | Группа H | 40 842   |
| 25 июня, 21:00              | Иран      | 1:1  | Португалия | Группа B | 41 685   |
| 28 июня, 21:00              | Панама    | 1:2  | Тунис      | Группа G | 37 168   |

Матчи ФК «Тамбов»
После выхода «Тамбова» в Российскую Премьер-лигу до зимней паузы сезона 2019/20 клуб проводил свои домашние матчи в Саранске на стадионе «Мордовия Арена» из-за реконструкции и недопуска к принятию матчей чемпионата России стадиона «Спартак» в Тамбове. В весенней части сезона 2019/20 «Тамбов» стал играть на стадионе «Нижний Новгород».
Матчи сборной России по футболу
Отборочная стадия XVI чемпионата Европы. Матч группы I
| 8 июня 2019                                                                                             | \| Россия \| 9:0 (4:0) \| Сан-Марино \| \| Чеволи 25′ (авт.) · Дзюба 31′ (пен.), 73′, 76′, 88′ · Кудряшов 36′ · Ан. Миранчук 41′ · Смолов 77′, 83′ \| Голы \| \| | Стадион: «Мордовия арена» Зрителей: 42 241 Судья: Мохаммед Аль-Хаким |
| Россия                                                                                                  | 9:0 (4:0) | Сан-Марино                                                           |
| Чеволи 25′ (авт.) · Дзюба 31′ (пен.), 73′, 76′, 88′ · Кудряшов 36′ · Ан. Миранчук 41′ · Смолов 77′, 83′ | Голы |                                                                      |

### Регби
Суперкубок Европы по регби
Первым регбийным матчем, состоявшемся на «Мордовия Арена», стал матч группового турнира Суперкубка Европы по регби сезона 2021/22 между клубами Локомотив-Пенза (Россия) и Тель-Авив Хит (Израиль) 30 октября 2021 года.
| 30 октября 2021 | Локомотив-Пенза | 23:29 | Тель-Авив Хит | Мордовия Арена, Саранск Зрителей: 500 Судья: Иниго Аторрасагасти |
| 30 октября 2021 | Отчёт           |       |               | Мордовия Арена, Саранск Зрителей: 500 Судья: Иниго Аторрасагасти |

Суперкубок России по регби
29 апреля 2024 года на стадионе состоялся матч за Суперкубок России по регби.
| 29 апреля 2024 | Стрела–Ак Барс | 19:19 (пен. 3:1) | Локомотив-Пенза | Мордовия Арена, Саранск Зрителей: 7000 Судья: Алексей Куликов |
| 29 апреля 2024 | Отчёт          |                  |                 | Мордовия Арена, Саранск Зрителей: 7000 Судья: Алексей Куликов |

Матчи РК «Локомотив-Пенза»
Регбийный клуб «Локомотив-Пенза», выступающий в чемпионате России по регби, с начала сезона 2025 проводит свои домашние матчи на стадионе «Мордовия Арена» в связи с реконструкцией пензенского стадиона «Первомайский».

## Технические данные и особенности конструкции

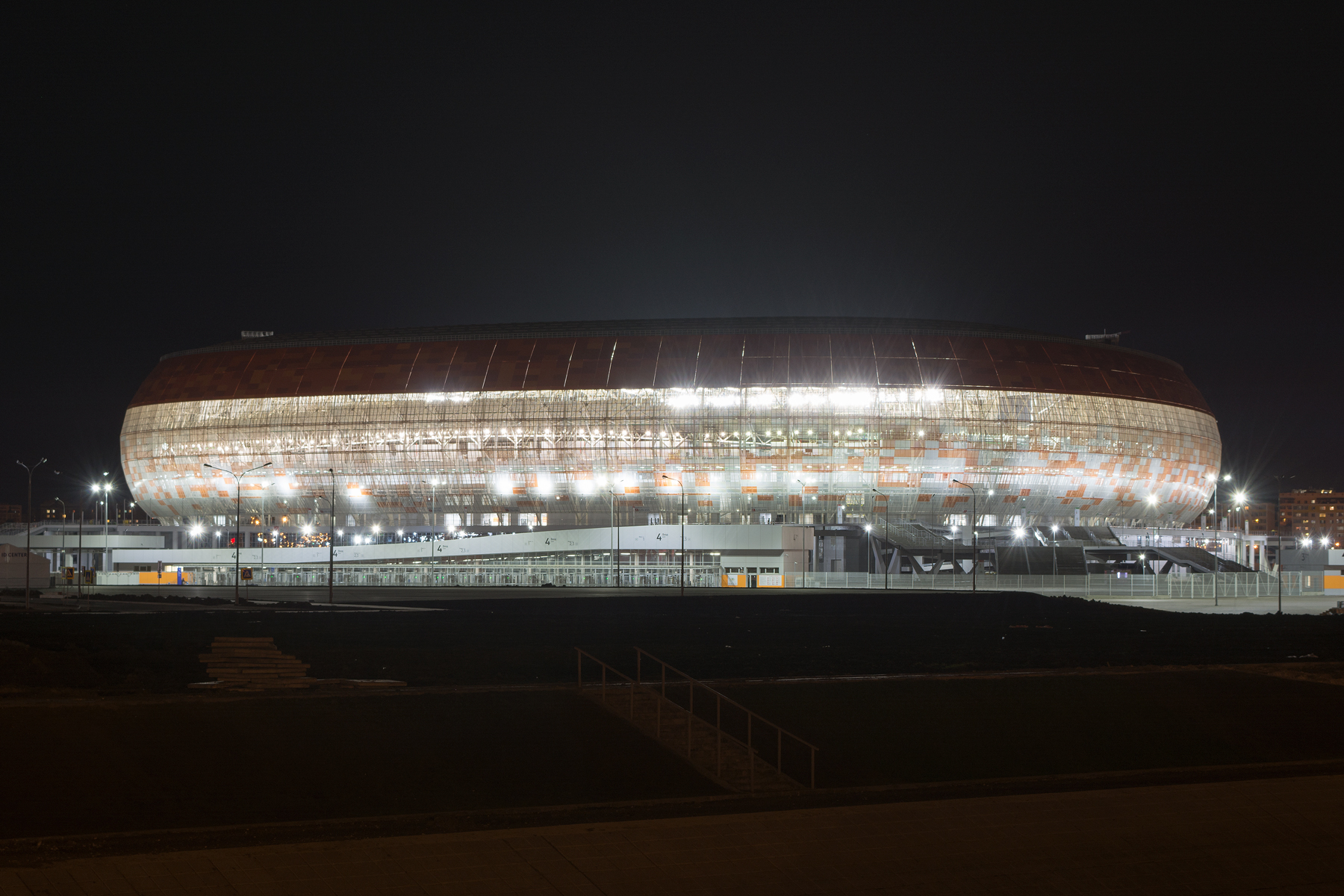
Вид на стадион в ночное время

Стадион имеет высокий двухэтажный стилобат, накрытый чашей арены, защищённой оболочкой, перетекающей в навес над зрительскими местами. Главным, западным, фасадом, стадион развёрнут на центральную часть города и набережную реки Инсар. Оболочка стадиона выполняется из перфорированных и глухих навесных металлических панелей ярких цветов.
Для обеспечения хорошей видимости расстояние от центра футбольного поля до зрителей не превышает 90 м, а от любого угла поля до противоположной трибуны — не более 190 м.
Стадион планируется[когда?] превратить в крупнейший в Саранске и Мордовии спортивный и культурно-досуговый центр.

### Безопасность
К чемпионату мира по футболу 2018 были оборудованы системы сигнализаций и оповещения, металлодетекторы, индикаторы опасных жидкостей и взрывчатых веществ, организованы 30 постов круглосуточной охраны.

## Расположение
Стадион располагается в новом микрорайоне «Юбилейный», на правом берегу реки Инсар, в пределах пешеходной доступности от центра. Зрители смогут добраться до стадиона личным и общественным транспортом, специальными автобусами из аэропорта, железнодорожного вокзала и гостиниц города, а также с перехватывающих парковок. Стадион располагается на расстоянии 5 км от аэропорта, 1,8 км от железнодорожного вокзала и 4,8 км от автовокзала. Другие ключевые объекты городской инфраструктуры, такие как отели, фан-зона и достопримечательности, также располагаются на незначительном расстоянии от арены.